# 中国地理学会 (北京)
中国地理学会（ちゅうごくちりがっかい、英語: The Geographical Society of China、GSC）は、中華人民共和国の地理学分野に関する学会である。中国科学技術協会の会員であり、中国科学院地理科学与資源研究所に本部を置く。

## 概要
中国地理学会は国際地理学連合（IGU）、国際永久凍土連合（IPA）、国際地形学連盟（IAG）の会員である。会員数は2009年時点で約2万人である。
学会には専門委員会が置かれ、地形および第四紀、経済地理、歴史地理、水文、自然地理、気候、世界地理、環境地理および化学地理、人文地理、地図学および地理情報システム、海洋地理、医学地理、観光地理、都市地理、農業地理および農村発展、計量地理、環境変化、人口地理の18委員会が存在する。

## 歴史
中国地理学会の前身・中国地学会は1909年に天津市で成立した。中国地学会は中国の学術団体の中で創設時期の早い学会であった。1934年、翁文灝、竺可楨、張其昀らが南京市で正式に中国地理学会を創立、翁文灝が初代会長に就任した。学会誌『地理学報』も同年に発行を開始した。当時の『地理学報』は歴史地理学や地理教材について多く掲載していた。
中華人民共和国成立後の1950年に中国地学会と中国地理学会が合併し、新しい中国地理学会が発足する。地理学者らは社会主義の建設に寄与する地理学を志向し、従来の「観念論的地理学」からの転換を求められた。1953年、第一回の全国会員代表大会が開かれ、竺可楨が理事長に任じられた。竺可楨はこの後2度理事長に再選され、長らく中国の地理学界を率いることとなる。改革開放政策が始まると、停止していた『地理学報』の発行が1978年9月に再開され、翌1979年には広東省広州市で学会が開催された。1984年、同じく「中国地理学会」を名乗る台湾側と調整が行われ、正式に国際地理学連合（IGU）に加盟する。

## 歴代理事長

### 1934年から1953年（旧・中国地理学会）
| 代 | 会長・理事長 | 在任期間  | 備考   |
| -- | ------------ | --------- | ------ |
| 1  | 翁文灝       | 1934-1937 | 会長   |
| 2  | 翁文灝       | 1937-1943 | 理事長 |
| 3  | 胡煥庸       | 1943-1950 | 理事長 |
| 4  | 黄国璋       | 1950-1952 | 理事長 |
| 5  | 竺可楨       | 1952-1953 | 理事長 |

### 1953年以降（新・中国地理学会）
| 代 | 会長・理事長                   | 名誉理事長                             | 在任期間  |
| -- | ------------------------------ | -------------------------------------- | --------- |
| 1  | 竺可楨                         | （なし）                               | 1953-1956 |
| 2  | 竺可楨                         | （なし）                               | 1956-1963 |
| 3  | 竺可楨                         | （なし）                               | 1963-1979 |
| 4  | 黄秉維                         | （なし）                               | 1979-1985 |
| 5  | 黄秉維                         | （なし）                               | 1985-1991 |
| 6  | 呉伝鈞、陳述彭、施雅風、張蘭生 | 黄秉維、任美鍔                         | 1991-1995 |
| 7  | 呉伝鈞                         | 黄秉維、任美鍔                         | 1995-1999 |
| 8  | 陸大道                         | 黄秉維、任美鍔、呉伝鈞                 | 1999-2004 |
| 9  | 陸大道                         | 任美鍔、呉伝鈞、陳述彭、施雅風、侯仁之 | 2004-2010 |
| 10 | 劉燕華                         | 陸大道、秦大河、劉昌明                 | 2010-現在 |

## 刊行物
- 『地理学報』
- 『地理学報』（英文版）
- 『冰川凍土』（氷河凍土）
- 『遥感学報』
- 『山地学報』
- 『経済地理』
- 『人文地理』
- 『世界地理研究』
- 『歴史地理』
- 『中国国家地理（中国語版）』